# Gherry
Gherry war ein kleines bengalisches Längenmaß. 
- 1 Gherry = 1/16 Göss = 5,715 Zentimeter (= 5,713 Zentimeter[1])